# Bogdan Tworkowski
 Bogdan Tworkowski  (ur. 12 listopada 1953 w Truskolasy-Olszyna) – generał brygady Wojska Polskiego, były dowódca 6 Brygady Powietrznodesantowej, w 2016 zakończył zawodową służbę wojskową i przeszedł w stan spoczynku.

## Przebieg służby wojskowej
W 1973 rozpoczął studia w Wyższej Szkole Oficerskiej Wojsk Łączności w Zegrzu. W 1977 promowany na podporucznika. W tym samym roku skierowany został do 6 batalionu powietrznodesantowego w Gliwicach. Następnie pełnił służbę na stanowiskach: dowódcy plutonu, zastępcy dowódcy kompanii, instruktora, zastępcy dowódcy batalionu w 10 batalionie powietrznodesantowym, w 16 batalionie powietrznodesantowym z 6 Brygady Desantowo-Szturmowej w Warszawskim Okręgu Wojskowym. W latach 1991–1998 był w Dowództwie 6 BDSz na stanowiskach starszego oficera i szefa wydziału wychowawczego.
W 1994 pełnił służbę w ramach II misji PKW UNDOF na Wzgórzach Golan będąc na stanowisku szefa Wydziału Operacyjnego. W latach 1995–1996 był na stanowisku szefa sztabu – zastępcy dowódcy w ramach misji SFOR w Bośni i Hercegowinie. W 1998 został przeniesiony do Przemyśla, gdzie objął funkcję dowódcy wielonarodowego batalionu POLUKRBAT, z którym w 2000 wyjechał na misję w ramach NATO-wskiego KFOR-u w Kosowie. W styczniu 2002 został skierowany do Kielc, gdzie pełnił służbę w Centrum Szkolenia na Potrzeby Sił Pokojowych na stanowisku komendanta, którym był do września 2006. W latach 2006–2007 pełnił służbę w ramach Polskiego Kontyngentu Wojskowego w Iraku. 
W październiku 2007 objął ponownie funkcję komendanta CSNPSP w Kielcach. W czerwcu 2008 powierzono mu stanowisko zastępcy 2 Korpusu Zmechanizowanego. 25 września 2010 w obecności dowódcy Wojsk Lądowych gen. broni Zbigniewa Głowienki oraz dowódcy operacyjnego WP gen. broni Edwarda Gruszki objął dowodzenie 6 Brygadą Powietrznodesantową w Krakowie. 9 listopada 2010 został awansowany przez prezydenta Bronisława Komorowskiego na stopień generała brygady. Od 18 kwietnia 2012 do 24 października 2012 był dowódcą PKW w Afganistanie w ramach XI misji ISAF. 1 lutego 2013 został skierowany do Izmiru w Turcji, gdzie rozpoczął służbę na stanowisku zastępcy szefa sztabu ds. wsparcia w Dowództwie Sił Lądowych NATO (Allied Land Commnand – ALC Izmir). 15 sierpnia 2014 został odznaczony Krzyżem Komandorskim Orderu Krzyża Wojskowego przez prezedynta RP Bronisława Komorowskiego.
26 lutego 2016 w Krakowie w Centrum Operacji Lądowych – Dowództwo Komponentu Lądowego, po ponad 42 latach służby, zakończył zawodową służbę wojskową. 15 sierpnia 2016 został uhonorowany pamiątkowym ryngrafem przez prezydenta RP Andrzeja Dudę w związku z zakończeniem służby wojskowej. Absolwent studium polityki obronnej w Akademii Obrony Narodowej, Uniwersytetu Śląskiego (politologia, studia magisterskie), Uniwersytetu Jagiellońskiego (historia, studia podyplomowe). Doktorant na Wydziale Nauk o Bezpieczeństwie Krakowskiej Akademii AFM.

## Awanse
- podporucznik – 1977[4][2]

(…)
- generał brygady – 2010[19]

## Ordery, odznaczenia i wyróżnienia
- Krzyż Komandorski Orderu Krzyża Wojskowego – 2013[20][12]
- Wojskowy Krzyż Zasługi z Mieczami – 2010[21][22]
- Złoty Krzyż Zasługi – 1994[23]
- Złoty Medal za Długoletnią Służbę[5]
- Gwiazda Iraku[5]
- Gwiazda Afganistanu – 2016[8]
- Złoty Medal „Siły Zbrojne w Służbie Ojczyzny”[5]
- Złoty Medal „Za Zasługi dla Obronności Kraju”[5]
- Medal ONZ w Służbie Pokoju za misję pokojową UNPROFOR[24]
- Brązowa Gwiazda Sił Zbrojnych Stanów Zjednoczonych[5]
- Medal za Chwalebną Służbę
- Odznaka Skoczka Spadochronowego Wojsk Powietrznodesantowych – 1978
- Odznaka pamiątkowa wielonarodowego batalionu POLUKRBAT – 1998 ex officio
- Odznaka pamiątkowa Centrum Szkolenia na Potrzeby Sił Pokojowych – 2002 ex officio
- Odznaka pamiątkowa 6 Brygady Powietrznodesantowej – 2010 ex officio
- Odznaka Honorowa GROM – 2012[25]

i inne.